# Temporada 1999-2000 de los Chicago Bulls
La temporada 1999-2000 fue la trigesimocuarta de los Chicago Bulls en la NBA. La temporada regular acabaron con 17 victorias y 65 derrotas, ocupando la decimoquinta y última posición de la Conferencia Este, no logrando clasificarse para los playoffs.

## Elecciones en elDraft
| Ronda | Puesto | Jugador        | Posición  | Nacionalidad   | Universidad/Club |
| ----- | ------ | -------------- | --------- | -------------- | ---------------- |
| 1     | 1      | Elton Brand    | Ala-Pívot | Estados Unidos | Duke             |
| 1     | 16     | Ron Artest     | Alero     | Estados Unidos | St. John's       |
| 2     | 32     | Michael Ruffin | Ala-Pívot | Estados Unidos | Tulsa            |
| 2     | 49     | Lari Ketner    | Pívot     | Estados Unidos | Massachusetts    |

## Temporada regular
| División Central    | División Central | División Central | División Central | División Central | División Central | División Central | División Central | División Central |
| Equipo              | G                | P                | %                | PD               | Casa             | Fuera            | Div              |                  |
| ------------------- | ---------------- | ---------------- | ---------------- | ---------------- | ---------------- | ---------------- | ---------------- | ---------------- |
| y-Indiana Pacers    | 56               | 26               | .683             | –                | 36–5             | 20–21            | 20–8             |                  |
| x-Charlotte Hornets | 49               | 33               | .598             | 7                | 30–11            | 19–22            | 20–8             |                  |
| x-Toronto Raptors   | 45               | 37               | .549             | 11               | 26–15            | 19–22            | 16–12            |                  |
| x-Detroit Pistons   | 42               | 40               | .512             | 14               | 27–14            | 15–26            | 16–12            |                  |
| x-Milwaukee Bucks   | 42               | 40               | .512             | 14               | 23–18            | 19–22            | 16–12            |                  |
| Cleveland Cavaliers | 32               | 50               | .390             | 24               | 22–19            | 10–31            | 8–20             |                  |
| Atlanta Hawks       | 28               | 54               | .341             | 28               | 21–20            | 7–34             | 11–17            |                  |
| Chicago Bulls       | 17               | 65               | .207             | 39               | 12–29            | 5–36             | 5–23             |                  |

## Estadísticas

### Temporada regular
| Jugador           | PJ | PT | MPP  | %TC  | %3P  | %TL   | RPP  | APP | ROB | TPP | PPP  |
| ----------------- | -- | -- | ---- | ---- | ---- | ----- | ---- | --- | --- | --- | ---- |
| Elton Brand       | 81 | 80 | 37.0 | .482 | .000 | .685  | 10.0 | 1.9 | 0.8 | 1.6 | 20.1 |
| Toni Kukoč        | 24 | 23 | 36.2 | .381 | .231 | .761  | 5.4  | 5.2 | 1.8 | 0.8 | 18.0 |
| Ron Artest        | 72 | 62 | 31.1 | .407 | .314 | .674  | 4.3  | 2.8 | 1.7 | 0.5 | 12.0 |
| Chris Carr        | 50 | 2  | 21.8 | .400 | .333 | .858  | 3.2  | 1.6 | 0.6 | 0.3 | 9.8  |
| Rusty LaRue       | 4  | 1  | 32.3 | .349 | .143 | .714  | 3.5  | 2.7 | 1.3 | 0.1 | 9.3  |
| Fred Hoiberg      | 31 | 11 | 27.3 | .387 | .340 | .908  | 3.5  | 2.7 | 1.3 | 0.1 | 9.0  |
| Hersey Hawkins    | 61 | 49 | 26.6 | .424 | .390 | .899  | 2.9  | 2.2 | 1.2 | 0.2 | 7.9  |
| Corey Benjamin    | 48 | 10 | 18.0 | .414 | .340 | .598  | 1.8  | 1.1 | 0.6 | 0.5 | 7.7  |
| Dedric Willoughby | 25 | 1  | 20.3 | .341 | .296 | .765  | 2.0  | 2.6 | 0.9 | 0.1 | 7.6  |
| John Starks       | 4  | 0  | 20.5 | .324 | .300 | 1.000 | 2.5  | 2.8 | 1.3 | 0.3 | 7.5  |
| B. J. Armstrong   | 27 | 18 | 21.6 | .446 | .448 | .880  | 1.7  | 2.9 | 0.3 | 0.0 | 7.4  |
| Kornél Dávid      | 26 | 5  | 17.0 | .426 | .000 | .808  | 2.8  | 0.6 | 0.5 | 0.1 | 6.5  |
| Randy Brown       | 59 | 55 | 27.5 | .361 | .500 | .738  | 2.4  | 3.4 | 1.0 | 0.3 | 6.4  |
| Matt Maloney      | 51 | 12 | 23.0 | .358 | .356 | .822  | 1.3  | 2.7 | 0.6 | 0.1 | 6.4  |
| Chris Anstey      | 73 | 11 | 13.8 | .442 | .167 | .789  | 3.8  | 0.9 | 0.4 | 0.3 | 6.0  |
| Dickey Simpkins   | 69 | 48 | 23.9 | .405 | .000 | .542  | 5.4  | 1.4 | 0.3 | 0.3 | 4.2  |
| Khalid Reeves     | 3  | 0  | 16.0 | .250 | .000 | 1.000 | 1.3  | 4.3 | 0.7 | 0.0 | 3.7  |
| Will Perdue       | 67 | 15 | 15.1 | .351 | .000 | .476  | 3.9  | 1.0 | 0.2 | 0.6 | 3.5  |
| Michael Ruffin    | 71 | 6  | 13.7 | .420 | .000 | .489  | 3.5  | 0.6 | 0.4 | 0.4 | 2.2  |
| Lari Kenter       | 6  | 0  | 6.8  | .400 | .000 | 1.000 | 1.2  | 0.2 | 0.2 | 0.2 | 1.7  |

## Galardones y récords
| Jugador     | Galardón                                                     |
| Elton Brand | Rookie del Año de la NBA Mejor quinteto de rookies de la NBA |
| Ron Artest  | 2.º Mejor quinteto de rookies de la NBA                      |